# Country Club Hills (Illinois)
Country Club Hills – miasto w Stanach Zjednoczonych, w stanie Illinois, w hrabstwie Cook.